# Gelis perniciosus
Gelis perniciosus là một loài tò vò trong họ Ichneumonidae.